# 津軽貞升
津軽 貞升（つがる さだます）は、江戸時代後期の弘前藩士。

## 生涯
寛政11年（1799年）7月、父・津軽貞栄と兄・永孚の蟄居に伴い家督および知行800石を継いだ。後に江戸で700石を加増され、1500石となっている。文政、天保と手廻組頭用人兼帯とし、藩政に功労があった。天明3年（1781年）、飢饉への対策を何もしない家老・森岡元徳へ農民の救済もしくは家老の辞職を迫った。元徳がそれを拒むと、江戸の藩主・津軽信順に直訴するとなじり、脅した。しかし、用人大谷津七郎や元徳の妨害工作により、結局面会できず、直訴は失敗した。
天保3年（1832年）には久保田藩から救済米の引き出し交渉に成功するが、翌天保4年（1833年）笠原皆充の讒言により、800石に減らされ蟄居させられた。天保10年（1839年）、藩政に復帰した。